# Katherine Tai

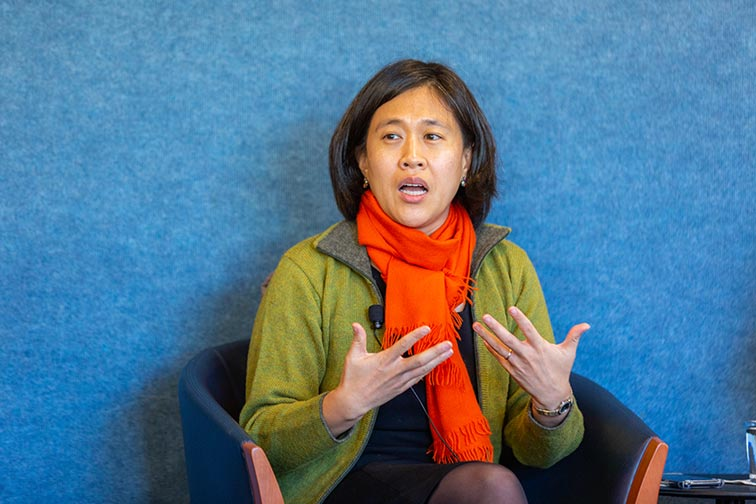
Katherine Tai, 2018

Katherine Chi Tai (* 18. März 1974 in Connecticut) ist eine amerikanische Juristin. Sie war vom 18. März 2021 bis 20. Januar 2025 Handelsbeauftragte der Vereinigten Staaten im Kabinett Biden. Zuvor übte sie die Position der Chefberaterin für Handelsfragen (Chief Trade Counsel) im Committee on Ways and Means aus. Das Committee gilt als der einflussreichste Ausschuss des amerikanischen Repräsentantenhauses.

## Leben
Tais Eltern emigrierten vom chinesischen Festland nach Taiwan und anschließend in den 1960er Jahren in die USA. Tai wurde in Connecticut geboren und wuchs in Washington, D.C., auf, wo sie die Sidwell Friends School besuchte. Tai schloss ihr Studium an der Yale University mit einem Bachelor of Arts in Geschichte ab und erwarb einen Juris Doctor an der Harvard Law School. Sie unterrichtete zwei Jahre lang Englisch an der Sun-Yat-sen-Universität in Guangzhou, China. Tai spricht fließend Mandarin.
Tai arbeitete als Chefberaterin für Handelsfragen im wichtigsten Ausschuss des Repräsentantenhauses, dem Ways and Means Committee unter dem Vorsitz von Richard Neal. In ihrer Funktion als Chefberaterin gelang es Tai, die Demokratischen Abgeordneten zu überzeugen, das von der Trump-Regierung neu verhandelte und stark umstrittene nordamerikanische Freihandelsabkommen USMCA zu unterstützen. Große Streitpunkte waren Fragen des Arbeitnehmer- und des Umweltschutzes. Tai erwarb sich durch ihre erfolgreiche Vermittlungstätigkeit Respekt sowohl bei Demokraten wie bei Republikanern.
Am 10. Dezember 2020 gab der damals künftige US-Präsident Joe Biden bekannt, Tai zur Handelsbeauftragten in seinem Kabinett zu ernennen. Ihre Ernennung ist von der Zustimmung des US-Senats abhängig. Der Senat stimmte der Ernennung im März 2021 zu, so dass Tai ihr Amt am 18. März 2021 antreten konnte.